# Пайк (округ, Арканзас)
Шаблон:StateAbbr_ 34°10′00″ пн. ш. 93°39′27″ зх. д. / 34.166666666667° пн. ш. 93.6575° зх. д.
Округ Пайк (англ. Pike County) — округ (графство) у штаті Арканзас. Ідентифікатор округу 05109.

## Історія
Округ утворений 1833 року.
У 1900 році Мартін Уайт Грісон, який володів власністю в окрузі Пайк, а також володів і керував південно-західною залізницею Мурфрісборо-Нешвілл, розпочав кампанію зі спорудження дамби на річці Мала Міссурі для боротьби з повенями. Лише у 1941 році проект був затверджений, а будівництво розпочалося 1 червня 1948 року і завершилося 12 липня 1951 року. Озеро, створене греблею, було названо озером Грісон на честь Грісона. 

## Демографія
За даними перепису 
2000 року 
загальне населення округу становило 11303 осіб, усе сільське.
Серед мешканців округу чоловіків було 5570, а жінок — 5733. В окрузі було 4504 домогосподарства, 3266 родин, які мешкали в 5536 будинках.
Середній розмір родини становив 2,94.
Віковий розподіл населення поданий у таблиці:
| Стать    | До 15 років | 15-21 | 22-29 | 30-39 | 40-49 | 50-65 | 65-85 | Понад 85 |
| -------- | ----------- | ----- | ----- | ----- | ----- | ----- | ----- | -------- |
| Чоловіки | 1195        | 539   | 522   | 758   | 744   | 1018  | 712   | 82       |
| Жінки    | 1115        | 443   | 519   | 709   | 780   | 1043  | 926   | 198      |

## Суміжні округи
- Монтгомері — північ
- Кларк — схід
- Невада — південний схід
- Гемпстед — південь
- Говард — захід

## Виноски
1. ↑  U.S. Decennial Census. United States Census Bureau. Архів оригіналу за 4 квітня 2018. Процитовано 27 серпня 2015.
2. ↑  Historical Census Browser. University of Virginia Library. Архів оригіналу за 11 серпня 2012. Процитовано 27 серпня 2015.
3. ↑  Forstall, Richard L., ред. (27 березня 1995). Population of Counties by Decennial Census: 1900 to 1990. United States Census Bureau. Архів оригіналу за 24 вересня 2015. Процитовано 27 серпня 2015.
4. ↑  Census 2000 PHC-T-4. Ranking Tables for Counties: 1990 and 2000 (PDF). United States Census Bureau. 2 квітня 2001. Архів оригіналу (PDF) за 18 грудня 2014. Процитовано 27 серпня 2015.
5. ↑  State & County QuickFacts. United States Census Bureau. Архів оригіналу за 7 червня 2011. Процитовано 19 травня 2014.(англ.) Наведено за англійською вікіпедією.
6. ↑  American FactFinder. Бюро перепису населення США. Архів оригіналу за 26 лютого 2012. Процитовано 31 січня 2008.

| США | Це незавершена стаття з географії США. Ви можете допомогти проєкту, виправивши або дописавши її. |